# Секула Алексов
Секула Христов Алексов е български революционер, деец на Вътрешната македоно-одринска революционна организация.

## Биография
Секула Алексов е роден през 1874 година в охридското село Конско, тогава в Османската империя. Остава неграмотен, но се присъединява към местния комитет на ВМОРО и е един от най-дейните работници. През 1903 година участва в Илинденско-Преображенското въстание и участва в сражение в местността Бигла, а след това е тилов работник, като се занимава с прехраната на въстаниците. Участва и в прекъсването на турските телеграфни стълбове между Охрид и Поградец на Илинден.
През 1912 година е на гурбет в Черна вода, Румъния, но преди началото на Балканската война заминава за България и е доброволец във втори взвод, на 4 рота, на 9 велешка дружина, на трета бригада на Македоно-одринското опълчение. Ранен е в лявата ръка и получава орден „За храброст“.
След войните се завръща в родния си край, където живее в бедност с тримата си синове. Дочаква освобождението на Вардарска Македония по време на Втората световна война.